# Bornelon
Bornelon (INCI-naam: bornelone) is een derivaat van kamfer dat gebruikt wordt als ultravioletabsorbeerder, om onder meer cosmetische producten te beschermen tegen de invloed van ultraviolet licht. Het is niet toegelaten als ultravioletfilter in zonnebrandcrèmes in de Europese Unie, daar het in contact met de huid contacteczeem kan veroorzaken.